# Artiora flavescens
Artiora flavescens là một loài bướm đêm trong họ Geometridae.